# شکوفه‌های امید
شکوفه‌های امید فیلمی به کارگردانی رضا صفایی و نویسندگی اکبر جنتی شیرازی محصول سال ۱۳۴۳ است.

## بازیگران
- خلیل عقاب
- فریبا خاتمی
- تقی ظهوری
- حمیده خیرآبادی
- اکبر جنتی شیرازی
- علی آزاد
- ژاله صدارتی
- گیسو
- حسن رضایی
- حسن غفاری
- سودابه
- محمد نصیری
- محمود خدارحم
- نریمان
- کیهان مشکوت
- بهمن معماریان
- آل بیگی
- عباس منتجم شیرازی